# Ліхтенштейн на зимових Олімпійських іграх 2010

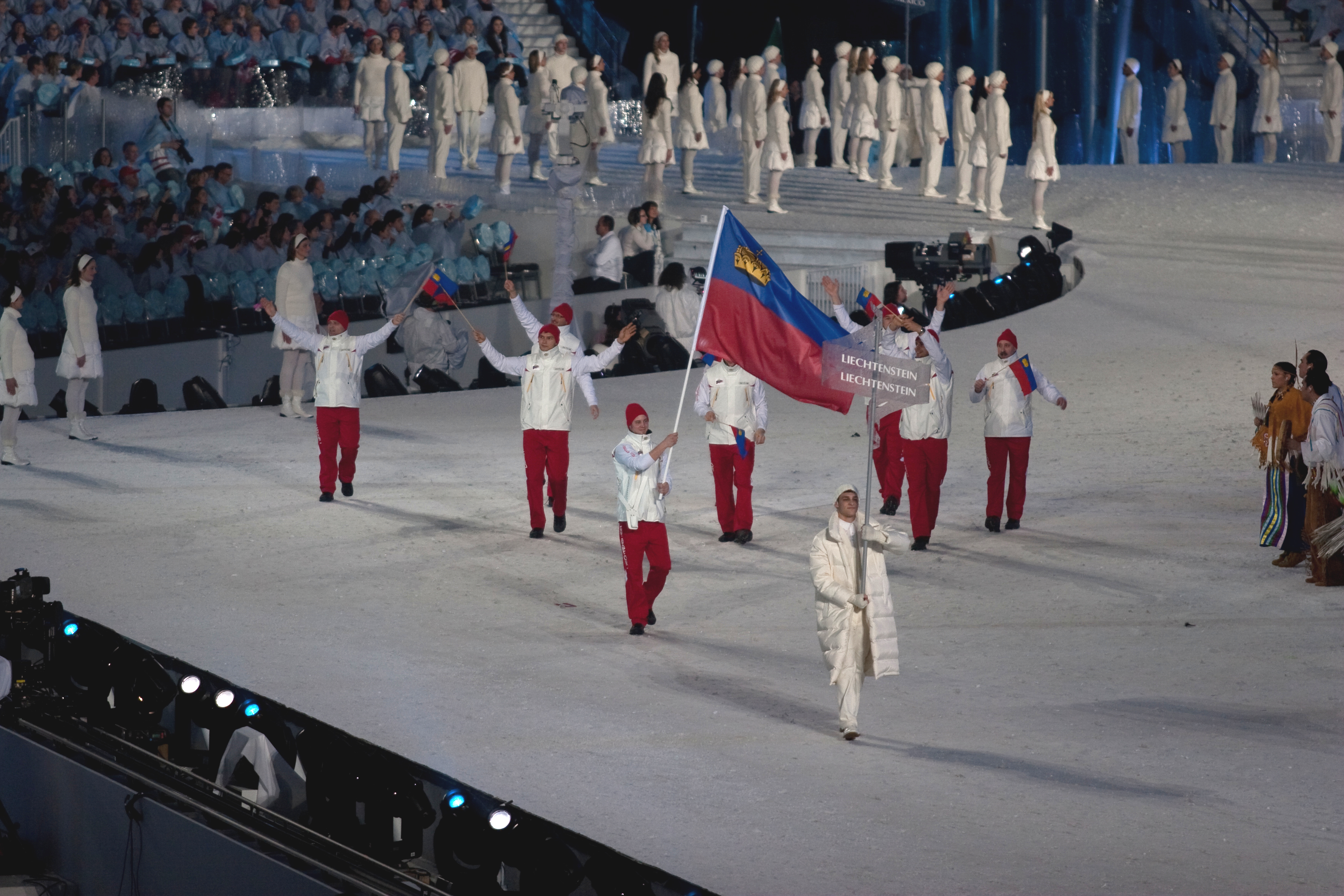
Збірна Ліхтенштейну під час Параду націй на церемонії відкриття Олімпіади

Ліхтенштейн на зимових Олімпійських іграх 2010 був представлений 7 спортсменами у 2 видах спорту — бобслею та гірськолижному спорті. За результатами змагань не здобув жодної медалі.

### Бобслей
Чоловіки
| Змагання | Спортсмени                                                | 1 заїзд   | 1 заїзд | 2 заїзд   | 2 заїзд | 3 заїзд   | 3 заїзд | 4 заїзд   | 4 заїзд | Підсумковий результат | Підсумкове місце |
| Змагання | Спортсмени                                                | Результат | Місце   | Результат | Місце   | Результат | Місце   | Результат | Місце   | Підсумковий результат | Підсумкове місце |
| -------- | --------------------------------------------------------- | --------- | ------- | --------- | ------- | --------- | ------- | --------- | ------- | --------------------- | ---------------- |
| Двійки   | Міхаель Клінгер, Томас Дюрр                               | 56,18     | 24      | DNS       | —       | —         | —       | —         | —       | DNS                   | —                |
| Четвірки | Міхаель Клінгер, Юрген Бергінц, Томас Дюрр, Ріхард Вундер | DNS       | —       | —         | —       | —         | —       | —         | —       | DNS                   | —                |

### Гірськолижний спорт
Чоловіки
| Змагання         | Спортсмени   | Результат | Місце |
| ---------------- | ------------ | --------- | ----- |
| Швидкісний спуск | Марко Бюхель | 1:54,84   | 8     |
| Супергігант      | Марко Бюхель | DNF       | —     |

Жінки
| Змагання | Спортсмени  | 1 спуск | 2 спуск | Разом   | Місце |
| -------- | ----------- | ------- | ------- | ------- | ----- |
| Слалом   | Марина Нігг | 53,78   | 53,05   | 1:46,83 | 22    |